# Wilhelm-Hartel-Preis
Der Wilhelm-Hartel-Preis der Österreichischen Akademie der Wissenschaften wird seit 1957 für wissenschaftliche Leistungen im philosophisch-historischen Bereich vergeben. Er ist nach dem Historiker und Minister Wilhelm Ritter von Hartel benannt und mit 15.000 Euro (2009) dotiert.
Der Preis wurde unter dem Bundesminister für Unterricht Heinrich Drimmel mit Erlass vom 9. Jänner 1957 gestiftet.
Nominierungen sind wirklichen Mitgliedern der Österreichischen Akademie der Wissenschaften vorbehalten. Die Vergabe erfolgt über Beschluss der philosophisch-historischen Klasse auf Vorschlag einer Vergabekommission. Der Preis kann jährlich vergeben und gegebenenfalls auch auf zwei Preisträger aufgeteilt werden.

## Preisträger
- 1957: Rudolf Egger
- 1958: kein Preis vergeben
- 1959: Albin Lesky
- 1960: kein Preis vergeben
- 1961: Friedrich Kainz
- 1962: kein Preis vergeben
- 1963: Fritz Schachermeyr
- 1964: Richard Pittioni
- 1965: Alphons Lhotsky
- 1966: Erich Schenk
- 1967: Hans Rupprich
- 1968: Herbert Hunger
- 1969: Otto Demus
- 1970: Leo Santifaller
- 1971: Hans Gerstinger, Adolf Grohmann
- 1972: Viktor Kraft
- 1973: Herbert Koziol
- 1974: Heinz Kindermann
- 1975: Hermann Vetters
- 1976: Otto Pächt
- 1977: Max Kaser
- 1978: Leopold Schmidt
- 1979: Heinrich Appelt, Heinrich Fichtenau
- 1980: kein Preis vergeben
- 1981: Robert Göbl
- 1982: Rudolf Noll
- 1983: Erich Zöllner
- 1984: Hermann Wiesflecker
- 1985: Walther Kraus
- 1986: Eva Frodl-Kraft
- 1987: Gerold Stoll
- 1988: Manfred Mayrhofer
- 1989: Richard Georg Plaschka
- 1990: Adam Wandruszka
- 1991: Theo Mayer-Maly
- 1992: Helmut Birkhan
- 1993: Wolfgang Meid
- 1994: Stanislaus Hafner
- 1995: Ludwig Adamovich
- 1996: Kurt Krolop
- 1997: Moritz Csáky
- 1998: Erika Weinzierl
- 1999: Robert Walter
- 2000: Günther Winkler
- 2001: Heinrich Schneider
- 2002: Heinz D. Kurz
- 2003: Michael Mitterauer
- 2005: Luciana Aigner-Foresti, Gunter Wesener
- 2006: Benedikt M. Pötscher
- 2007: Susanne Heine
- 2008: Alfred Doppler, Helmut Engelbrecht
- 2009: Götz Pochat
- 2010: Alfred Kohler
- 2011: Günter Stemberger
- 2012: Günter Brucher, Hellmut Lorenz
- 2013: Hans Goebl, Ernst Hanisch, Elisabeth List
- 2014: Georg P. Braulik
- 2015: Emmerich Tálos
- 2016: Ulrich Körtner
- 2017: Waltraud Heindl
- 2018: Karl Brunner
- 2019: Theo Öhlinger
- 2020: Deborah Klimburg-Salter
- 2021: Barbara Seidlhofer
- 2022: Jörg Garms, Erich Trapp
- 2023: Gerhard Thür
- 2024: Konrad Paul Liessmann